# Japons
Japons är en ort och kommun  i Österrike. Den ligger i distriktet Horn i förbundslandet Niederösterreich, 90 km nordväst om huvudstaden Wien. 
Kommunen består av åtta orter (Ortschaften) (inom parentes invånarantal 1 januari 2024):

- Goslarn (40)
- Japons (230)
- Oberthumeritz (36)
- Sabatenreith (59)
- Schweinburg (81)
- Unterthumeritz (102)
- Wenjapons (97)
- Zettenreith (50)